# Las Vega's
Las Vega's è una telenovela cilena trasmessa su Canal 13 dal 17 marzo al 17 luglio 2013.

## Trama
La famiglia Vega Díaz vive felicemente finché il patriarca del clan, Carlos Vega, muore improvvisamente, lasciando la moglie, Verónica Díaz, e le sue tre figlie in totale pericolo: Mariana, Antonia e Camila. Queste quattro donne, oltre a scoprire diversi fatti sconosciuti del loro defunto, dovranno affrontare gravi problemi economici, ma un night club segreto che hanno avuto e che scopriranno, sarà una nuova opportunità per ripartire da zero, orientandolo verso il pubblico femminile. Fino ad allora José Luis, Vicente, Pedro e Robinson lavoreranno come ospiti, iniziando così una serie di avventure e disavventure attorno a questo locale notturno.

## Personaggi
- Verónica Díaz, interpretata da Francisca Imboden
- Mauro Durán, interpretato da Pablo Macaya
- Álvaro Sandoval, interpretato da Julio Milostich
- Mariana Vega, interpretata da Lorena Bosch
- Antonia Vega, interpretata da María José Bello
- Camila Vega, interpretata da Josefina Montané
- José Luis Bravo, interpretato da Cristián Campos
- Pedro Vargas, interpretato da Cristián Arriagada
- Vicente Acuña, interpretato da Mario Horton
- Robinson Martínez, interpretato da Álvaro Gómez
- Rocío Muñoz, interpretata da Catalina Guerra
- Germán Soto, interpretato da Claudio Arredondo
- Teresa Acuña, interpretata da Katty Kowaleczko
- Boris Vallejos, interpretato da Pablo Schwarz
- Benjamín Ossandón, interpretato da Héctor Morales
- Magdalena Gutiérrez, interpretata da Paula Sharim
- Javier Riesco, interpretato da Paulo Brunetti
- Natalia Silva, interpretata da Verónica Soffia
- Carlitos Vega, interpretato da Cristóbal Tapia-Montt
- Lorena Riesco, interpretata da Antonella Orsini
- Juan Pablo Vallejos, interpretato da Ignacio Garmendia
- Belén Valdebenito, interpretata da Fedra Vergara

## Puntate
| Stagione       | Puntate | Prima TV Cile |
| -------------- | ------- | ------------- |
| Prima stagione | 77      | 2013          |

## Distribuzioni internazionali
| Paese     | Canale/i            | Prima TV assoluta | Titolo     |
| --------- | ------------------- | ----------------- | ---------- |
| Ecuador   | Telerama            | 2014              | Las Vega's |
| Sudafrica | StarTimes Novela E1 |                   | Las Vega's |
| Venezuela | Televen             | 2014              | Las Vega's |
| Paraguay  | La Tele             | 2014              | Las Vega's |
| Perù      | Willax              | 2016              | Las Vega's |